# Thomas Brdarić
Thomas Brdarić (23 de enero de 1975) es un exfutbolista alemán de ascendencia croata que se desempeñaba como delantero centro y su último club fue el Hannover 96. Actualmente ejerce de entrenador en el Chennaiyin FC. 

## Participaciones en Eurocopa
| Torneo        | Sede     | Resultado    |
| ------------- | -------- | ------------ |
| Eurocopa 2004 | Portugal | Primera fase |

## Clubes
| Club               | País     | Año       |
| ------------------ | -------- | --------- |
| VfB Stuttgart      | Alemania | 1993-1994 |
| Fortuna Düsseldorf | Alemania | 1994-1996 |
| Fortuna Köln       | Alemania | 1996-1999 |
| Bayer Leverkusen   | Alemania | 1999-2003 |
| Hannover 96        | Alemania | 2003-2004 |
| VfL Wolfsburg      | Alemania | 2004-2005 |
| Hannover 96        | Alemania | 2005-2008 |